# Ozontherapie
Als Ozontherapie werden mehrere umstrittene Verfahren der Alternativmedizin bezeichnet, bei denen das Gas Ozon (ein dreiatomiges Sauerstoff-Molekül, O3) eingesetzt wird. Als wissenschaftlich belegt gilt die keimabtötende und desinfizierende Wirkung von Ozon; für spezielle Heilwirkungen fehlen wissenschaftlich nachprüfbare Belege.

## Alternativmedizin

### Anwendungen
In der Alternativmedizin gibt es verschiedene Anwendungen, bei denen Ozon eingesetzt wird:
- Bei einer Form der Eigenblutbehandlung werden dem Patienten 60 bis 200 ml Blut aus der Vene entnommen, mit einem Ozon-Sauerstoffgemisch versetzt und anschließend wieder intravenös dem Patienten in die Vene zurückgespritzt. Diese Behandlung dauert in der Regel ca. 20 Minuten, je nach Blutmenge und der Punktierbarkeit der entsprechenden Venen oder einer möglichen Begleitmedikation (ACE-Hemmer erfordern wegen möglichem Blutdruckabfall langsamere Re-Infusion) kann sie bis zu 90 Minuten dauern.
- Bei der so genannten „kleinen Eigenblutbehandlung“ werden nur 10 bis 20 ml Blut entnommen, mit einem Sauerstoff/Ozongemisch verschüttelt und dann in die Muskulatur injiziert.
- Bei der vor allem früher praktizierten intraarteriellen Injektion wurden 5 bis 20 ml Sauerstoff/Ozongemisch z. B. in die große Beinschlagader gespritzt, wo es sich rasch im Blut auflösen soll. Prinzipiell kann es bei diesem Verfahren zu einer Embolie als unerwünschte Komplikation kommen.
- Bei der „rektalen Begasung“ werden dem Patienten mittels Einwegkatheter, der ca. 10 cm tief in den Darmausgang eingeführt wird, bis zu 300 ml Ozon-Sauerstoff-Gemisch mit einer Klistierspritze eingespritzt. Das Ozon kommt mit der Darmwand in Kontakt und soll dabei ähnliche chemische Reaktionen auslösen wie sie bei der großen Eigenbluttherapie extrakorporal in der Glasflasche bei Zugabe des Gasgemisches zum Blut stattfinden sollen.
- Die äußerliche Auftragung von ozonisiertem Olivenöl auf infizierte Wunden.
- Die äußerliche Begasung von Wunden mit Ozon, auch als Beutelbegasung bezeichnet, wenn das Ozongas mit Hilfe eines Beutels um betroffene Hautbereiche herum konzentriert wird. Die auf und in der Haut vorhandenen Keime und Pilze sollen dadurch abgetötet werden. Durchgeführt wird die Methode bei venösen, arteriellen oder diabetischen Beingeschwüren, infizierten „Platzwunden“, wegen Wundinfekten wieder eröffneten Operationswunden oder präventiv offen gelassene Wunden, ferner infizierte Fisteln (z. B. Sakraldermoidfisteln oder Fisteln bei Morbus Crohn).
- die intraartikuläre und periartikuläre Ozoninjektion bei Arthrose. Insbesondere ist diese Methode in Italien und Spanien zur Behandlung von Hexenschuss und Diskushernien zu beobachten. Mehrere Neurochirurgen praktizieren die gezielte Injektion (unter radiologischer Kontrolle mit dem Bildverstärker) an die sogenannten Facettengelenke der Wirbelkörper, gelegentlich sogar in die Bandscheiben (intradiskale Injektion) mit angeblichen Erfolgsquoten von rund 60 Prozent z. B. bei „akutem Bandscheibenvorfall“.
- die subkutane Ozon-Sauerstoff-Injektion unter die Haut ist eine weitere therapeutische Anwendung von Ozon.
- In Vergangenheit war auch Inhalation von mit Ozon versetzter Luft verbreitet (z. B. Inhalator-Zubehör für Violet Ray-Heilapparat). Aufgrund unangenehmer Nebenwirkungen (Schleimhautreizung, Kopfschmerz) ist dieses heute unüblich.

Das direkte Anreichern venösen Blutes mit Sauerstoff wird von Alternativmedizinern auch als Oxyvenierung bezeichnet.

### Wirkung
Nachgewiesen ist, dass Ozon Bakterien, Pilze und Viren abtöten kann. Auch eine kurzzeitige Steigerung der Durchblutung gilt als erwiesen, allerdings haben auch andere Gase diesen Effekt, der darauf beruht, dass die Gefäße kurzzeitig verschlossen werden und darauf wenig später mit einer Erweiterung reagieren. Aussagen, dass Ozon bei schweren Erkrankungen wie Krebs eine heilende Wirkung habe, sind empirisch nicht gestützt.
Eine prospektive placebo-kontrollierte Studie aus Polen zeigte, dass eine Anwendung eines Ozon-Sauerstoffgemischs im Vergleich mit einer reinen Sauerstofftherapie im Rahmen einer AHT (ozonated autohemotherapy, O3-AHT) keinen signifikanten Unterschied auf NK-Zellen hatte.
Italienische Forscher beobachteten in einer 2005 publizierten Anwendungsbeobachtung ohne Kontrollgruppe eine günstige Beeinflussung von verschiedenen Hauterkrankungen und Durchblutungsstörungen durch äußerliche Anwendung von Ozon und ozoniertem Olivenöl und wiesen dabei auf die sowohl schädlichen wie aus ihrer Sicht therapeutisch nutzbaren Eigenschaften von Ozon hin.

### Indikationen
Die Anwender nennen als Indikationen für Ozontherapien vor allem Durchblutungsstörungen, Krampfadern, Virusinfektionen, Asthma, Allergien, Gelenkschmerzen, aber auch Krebs. Ozon-Einläufe werden angewendet bei Verstopfung, Hämorrhoidenleiden und Colitis ulcerosa. Mit ozonisiertem Olivenöl werden Wunden, Hautpilz, Ekzeme und Analfissuren behandelt.

### Kontraindikationen und Risiken
Ozon soll nicht eingesetzt werden bei akutem Herzinfarkt, inneren Blutungen, einer erblichen Störung der Blutgerinnung, nach einem Schlaganfall, Schilddrüsenüberfunktion, Fehlfunktionen der Schilddrüse, chronischen Pilzinfektionen, Ozonallergie und während einer Schwangerschaft. Bei gleichzeitiger Einnahme von gerinnungshemmenden Medikamenten kann es zu Wechselwirkungen kommen. Vitamin C wirkt antioxidativ und kann in höheren Dosen die oxidative Wirkung von Ozon abschwächen. Es sollte daher nicht am Tage der Ozontherapie eingenommen werden.
Alle Ozonanwendungen sind medizinisch umstritten. Auf Websites von Anbietern ist oft zu lesen, dass entsprechende Therapien risikoarm sind und es kaum Nebenwirkungen gebe. Solche Aussagen werden von Fachleuten als unverantwortlich eingestuft. Die Anwendung von Ozon am Patienten sollte von einem ausgebildeten Arzt erfolgen. Wie bei jeder Behandlung hängt das Risiko von der richtigen Anwendung ab. Bevor die Technik der autologen Eigenblutbehandlung durch Hans Woolf 1961 entwickelt wurde, kam es zu einigen Zwischenfällen, da bis dato das Ozon-Sauerstoff-Gemisch direkt in die Vene injiziert wurde, wobei einige Zwischenfälle mit tödlichen Embolien auftraten.
Bei der Eigenbluttherapie wird zwischen 50 und 100 ml Blut in eine sterile Glasflasche mit Unterdruck entnommen und das Ozon in der Flasche – also außerhalb vom Körper – vermischt. Das Ozon reagiert dabei innerhalb von kürzester Zeit (5 min) mit dem in der Flasche befindlichen Blut vollständig, so dass bei der anschließenden Re-Infusion des Blutes kein Ozon direkt in den Kreislauf gelangt, sondern nur die durch Oxidation entstandenen Reaktionsprodukte aus dem Blut mit dem Ozon. Dieses Prinzip entspricht der Hormesis, einer schon von Paracelsus formulierten Hypothese.
Die beschriebene direkte intravenöse Applikation von Ozon ist in Deutschland verboten und wird von der Ärztlichen Gesellschaft für Ozontherapie ausdrücklich abgelehnt. Für die Therapie ist die Dosierung entscheidend. Bei den früheren Ozongeräten konnte die Dosierung nicht eingestellt bzw. zu überprüft werden, so dass der Therapeut nicht wusste, mit welcher Konzentration die Ozontherapie durchgeführt wurde. Erst die modernen Ozongeräte können Ozon mikrogrammgenau produzieren und sind nach dem Medizinproduktegesetz zertifiziert. Zur Therapie werden Ozondosierungen zwischen 20 und 50 µg/cc empfohlen.
Für die Herstellung ist es unbedingt notwendig, 100 % reinen, medizinischen Sauerstoff zu verwenden. Bei der Verwendung von Luft, die neben 21 % Sauerstoff auch 78 % Stickstoff enthält, entstehen toxische Reaktionsprodukte des Ozon mit dem Stickstoff (Stickoxide). Die frühere Verwendung von PVC-Beuteln ist inzwischen obsolet, da Ozon mit dem aus etwa 55 % bestehenden Polyvinylchlorid (PVC) reagiert und dabei ungewollte Nebenprodukte wie z. B. Phthalate entstehen können. Es sollte nur noch Ozon aus neutralen Glasflaschen verwendet werden.
Ozon ist ein Reizgas, das bei einer (ungewollten) Freisetzung die Atemwege und die Augen reizt. Daher wird die Inhalation in der therapeutischen Anwendung nicht eingesetzt. Laut Stiftung Warentest liegt das Risiko von Zwischenfällen bei unsachgemäßer Anwendung bei mindestens 1:2000. Ozoninjektionen in eine Vene oder Arterie können schwere Nebenwirkungen hervorrufen; bei einer zu schnellen Einspritzung kann es zu einer Lungenembolie oder einem Kreislaufkollaps kommen, mindestens ein Todesfall durch eine Embolie ist wissenschaftlich beschrieben. Stiftung Warentest spricht von mehreren Todesfällen, die vor Gericht behandelt wurden. Diese Art der Anwendung ist daher inzwischen absolut obsolet und in Deutschland verboten.
Eine Infektion mit durch Blut übertragbare Viren ist bei unsachgemäßer, unsteriler Handhabung, wie bei anderen Verfahren, wo Patienten/Therapeuten mit menschlichen Körperflüssigkeiten in Kontakt kommen, nicht auszuschließen, daher ist die Anwendung nur von medizinisch ausgebildeten Therapeuten und unter Berücksichtigung der aktuellen Hygienevorschriften anzuraten. Fälle von Infektionen mit dem Hepatitis-B-Virus durch unsachgemäße Anwendung sind beschrieben.
Mögliche Begleiterscheinungen einer Behandlung sind Schwindel, Übelkeit, Kopfschmerzen, Herzrhythmusstörungen, Husten und Darmkrämpfe (nach rektaler Anwendung). Es besteht die Gefahr eines allergischen Schocks.
Eine neuere Studie von 2016 mit über 11.000 Behandlungen in Form der oben beschriebenen Eigenblutbehandlung zeigte dagegen, dass die Behandlung sicher in der Anwendung ist und formal den Kriterien einer evidenzbasierten Medizin entspricht.

## Zahnheilkunde
Es wird diskutiert, ob Ozon bei der initialen Kariesbehandlung, insbesondere von Fissuren- und Grübchenkaries, sowie bei der Behandlung von Zahnhals- oder Wurzelkaries eingesetzt werden kann. Hierbei wird es bei kleineren Defekten (Initialkaries) direkt auf den befallenen Zahn aufgetragen, dabei wird keine Zahnsubstanz entfernt. Bei größeren kariösen Defekten ist dagegen eine vorherige Entfernung der kariösen Substanz mittels Bohrer oder Laser nötig. Die so erhaltene Kavität kann anschließend mit Ozon begast werden, um Restbakterien zu eliminieren. In allen Fällen möchte man die bakteriziden Eigenschaften des Ozons nutzen, außerdem reagiert dieses mit diversen Molekülen, die kariersverursachende Bakterien als Nahrungsgrundlage dienen. Anschließend wird der Zahn mittels Fluoride wieder remineralisiert.
Während kariöse Zähne mit Substanzverlust (größere Löcher) nicht mehr mit Ozon behandelt werden können, muss der Einsatz von Ozon bereits in der Phase der Infektion des Zahnes mit kariesrelevanten Keimen stattfinden. Erst nachdem die Keime mit der Ozontherapie im Zahn deutlich reduziert worden sind, kann eine Fluoridtherapie einen größeren Schutz des Zahnes vor Demineralisation bieten.
Für die Wirksamkeit und Verträglichkeit einer Ozontherapie in der Zahnheilkunde liegt noch keine ausreichende Evidenz vor. Sie mag im Einzelfall hilfreich sein, eine allgemeine Empfehlung kann nicht ausgesprochen werden. Die Kosten für Ozonbehandlungen bei Karies werden von den gesetzlichen Krankenkassen nicht übernommen.